# Lepidomyia vulturella
Lepidomyia vulturella är en tvåvingeart som först beskrevs av Hull 1946.  Lepidomyia vulturella ingår i släktet Lepidomyia och familjen blomflugor. Inga underarter finns listade i Catalogue of Life.